# Paratorchus pubescens
Paratorchus pubescens – gatunek chrząszczy z rodziny kusakowatych i podrodziny Osoriinae.
Gatunek ten opisany został w 1982 roku przez H. Pauline McColl jako Paratrochus pubescens. W 1984 roku ta sama autorka zmieniła nazwę rodzaju na Paratorchus, w związku z wcześniejszym użyciem poprzedniej nazwy dla rodzaju mięczaków.
Chrząszcz o walcowatym ciele długości od 2,4 do 3,2 mm, barwy rudobrązowej lub żółtobrązowej z jaśniejszymi odnóżami i czułkami. Wierzch ciała ma delikatnie punktowany oraz gęsto owłosiony. Długość szczecinek okrywowych jest większa niż odległości między nimi. Prawie okrągłe oczy buduje pojedyncze, wypukłe omatidium. Przedplecze ma od 0,43 do 0,45 mm długości i błyszczący wygląd wskutek płytkiej, siateczkowatej mikrorzeźby. Przednia ⅓ przedplecza jest szersza niż tylna ⅓. Odwłok ma wyraźnie widoczne linie łączeń między tergitami a sternitami segmentów od trzeciego do siódmego, a dziewiąty tergit niezbyt silnie wydłużony ku tyłowi w dwa długie, spiczaste wyrostki tylne o przeciętnym rozstawie. U samca ósmy sternit odwłoka ma płytkie wgłębienie środkowe. Narząd kopulacyjny samca ma krótki, smukły wyrostek boczny oraz długą, zakrzywioną część rurkowatą. Samicę cechuje nerkowata spermateka o wymiarach 0,188 × 0,063 mm.
Owad endemiczny dla Nowej Zelandii, znany z północno-zachodniej części Wyspy Południowej. Zasiedla ściółkę.